# Exército de Guangdong

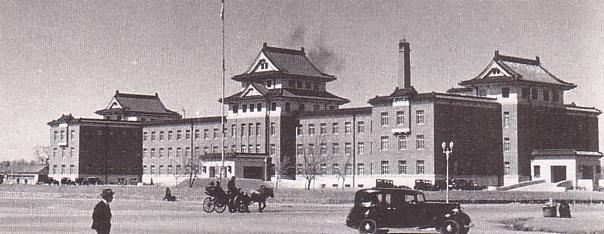
QG do Exército de Guangdong em Hsinking, 1935.

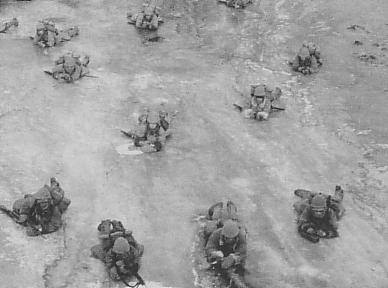
Forças especiais do exército de Kwantung.

O Exército de Guangdong ou Kwantung (Kantogun em japonês), foi um grupo de exércitos do Exército Imperial Japonês, no início do século XX. Sendo o maior e mais prestigioso comando dentro do EIJ, muitos de seus comandantes, como Hideki Tojo, foram promovidos para altas funções, tanto no governo civil quanto militar do Império do Japão. O Kantogun também foi amplamente responsável pela criação do estado fantoche de Manchukuo. Kwantung significa leste de Shanhaiguan, uma portela defendida, a leste da qual fica a Manchúria.